# Bahnstrecke Daressalam–Mwanza (Normalspur)
| Hochbahn in Dar es Salaam in Bau (2022) |                      |                                  |                                  |
| Spurweite: | 1435 mm (Normalspur) |                                  |                                  |
| Stromsystem: | 25 kV 50 Hz ~        |                                  |                                  |
| |                      |                                  |                                  |
| \| \| \| Dar es Salaam \| \| \| \| \| Tanganjikabahn (Meterspur) \| \| \| \| \| \| \| \| \| \| Pugu \| \| \| \| \| \| \| \| \| \| \| \| \| \| \| Soga \| \| \| \| \| Ruvu \| \| \| \| \| Ruvu \| \| \| \| \| Rangierbahnhof \| \| \| \| \| Ngerengere \| \| \| \| \| Ngerengere \| \| \| \| \| \| \| \| \| \| Ngerengere \| \| \| \| \| Morogoro \| \| \| \| \| \| \| \| \| 229,394 \| Mkata \| Mkata \| \| \| 261,680 \| Kilosa (Güterbahnhof) \| Kilosa (Güterbahnhof) \| \| \| 265,150 \| Kilosa \| Kilosa \| \| \| \| \| \| \| \| \| \| \| \| \| \| \| \| \| \| \| \| \| \| \| \| Wami \| \| \| \| \| \| \| \| \| \| \| \| \| \| 312,698 \| Kidete \| Kidete \| \| \| \| \| \| \| \| \| Gulwe \| \| \| \| 387,582 \| Igandu \| Igandu \| \| \| \| Dodoma (Güterbahnhof) \| \| \| \| \| Dodoma \| \| \| \| 500,843 \| Bahi \| Bahi \| \| \| 532,820 \| Makutopora \| Makutopora \| \| \| \| Tanganjikabahn (Abzw. n. Kigoma) \| \| \| \| \| Tabora \| \| \| \| \| nach Kigoma (in Bau) \| \| \| \| \| Mwaza–Tabora (Meterspur) \| \| \| \| \| Tabora–Mwaza (Meterspur) \| \| \| \| \| Isaka \| \| \| \| \| \| \| \| \| \| Shinyanga \| \| \| \| \| \| \| \| \| \| \| \| \| \| \| \| \| \| \| \| \| \| \| \| \| \| \| \| \| \| Mwanza \| \| \| \| \| Mwanza (Meterspur) \| \| |                      |                                  |                                  |
| Kopfbahnhof Anfang Hochstrecke |                      | Dar es Salaam                    | Dar es Salaam                    |
| Kreuzung geradeaus oben |                      | Tanganjikabahn (Meterspur)       | Tanganjikabahn (Meterspur)       |
| Kreuzung geradeaus oben |                      |                                  |                                  |
| Bahnhof |                      | Pugu                             | Pugu                             |
| Kreuzung geradeaus oben |                      |                                  |                                  |
| Kreuzung geradeaus oben |                      |                                  |                                  |
| Bahnhof |                      | Soga                             | Soga                             |
| Bahnhof |                      | Ruvu                             | Ruvu                             |
| Brücke über Wasserlauf |                      | Ruvu                             | Ruvu                             |
| Dienststation / Betriebs- oder Güterbahnhof |                      | Rangierbahnhof                   | Rangierbahnhof                   |
| Brücke über Wasserlauf |                      | Ngerengere                       | Ngerengere                       |
| Bahnhof |                      | Ngerengere                       | Ngerengere                       |
| Kreuzung geradeaus oben |                      |                                  |                                  |
| Brücke über Wasserlauf |                      | Ngerengere                       | Ngerengere                       |
| Bahnhof |                      | Morogoro                         | Morogoro                         |
| Kreuzung geradeaus oben |                      |                                  |                                  |
| Bahnhof | 229,394              | Mkata                            | Mkata                            |
| Dienststation / Betriebs- oder Güterbahnhof | 261,680              | Kilosa (Güterbahnhof)            | Kilosa (Güterbahnhof)            |
| Bahnhof | 265,150              | Kilosa                           | Kilosa                           |
| Kreuzung geradeaus oben |                      |                                  |                                  |
| Tunnel |                      |                                  |                                  |
| Tunnel |                      |                                  |                                  |
| Kreuzung Anfang Hochstrecke |                      |                                  |                                  |
| Strecke unter Wasserlauf Ende Hochstrecke |                      | Wami                             | Wami                             |
| Tunnel |                      |                                  |                                  |
| Tunnel |                      |                                  |                                  |
| Bahnhof | 312,698              | Kidete                           | Kidete                           |
| Brücke über Wasserlauf |                      |                                  |                                  |
| Bahnhof |                      | Gulwe                            | Gulwe                            |
| Bahnhof | 387,582              | Igandu                           | Igandu                           |
| Dienststation / Betriebs- oder Güterbahnhof |                      | Dodoma (Güterbahnhof)            | Dodoma (Güterbahnhof)            |
| Kopfbahnhof Strecke ab hier außer Betrieb |                      | Dodoma                           | Dodoma                           |
| Bahnhof (Strecke außer Betrieb) | 500,843              | Bahi                             | Bahi                             |
| Bahnhof (Strecke außer Betrieb) | 532,820              | Makutopora                       | Makutopora                       |
| Kreuzung geradeaus oben (Strecke geradeaus außer Betrieb) |                      | Tanganjikabahn (Abzw. n. Kigoma) | Tanganjikabahn (Abzw. n. Kigoma) |
| Bahnhof (Strecke außer Betrieb) |                      | Tabora                           | Tabora                           |
| Abzweig geradeaus und nach links (Strecke außer Betrieb) |                      | nach Kigoma (in Bau)             | nach Kigoma (in Bau)             |
| Kreuzung geradeaus oben (Strecke geradeaus außer Betrieb) |                      | Mwaza–Tabora (Meterspur)         | Mwaza–Tabora (Meterspur)         |
| Kreuzung geradeaus oben (Strecke geradeaus außer Betrieb) |                      | Tabora–Mwaza (Meterspur)         | Tabora–Mwaza (Meterspur)         |
| Bahnhof (Strecke außer Betrieb) |                      | Isaka                            | Isaka                            |
| Kreuzung geradeaus oben (Strecke geradeaus außer Betrieb) |                      |                                  |                                  |
| Bahnhof (Strecke außer Betrieb) |                      | Shinyanga                        | Shinyanga                        |
| Kreuzung geradeaus oben (Strecke geradeaus außer Betrieb) |                      |                                  |                                  |
| Kreuzung geradeaus oben (Strecke geradeaus außer Betrieb) |                      |                                  |                                  |
| Kreuzung geradeaus oben (Strecke geradeaus außer Betrieb) |                      |                                  |                                  |
| Kreuzung geradeaus oben (Strecke geradeaus außer Betrieb) |                      |                                  |                                  |
| Strecke von links · Kreuzung geradeaus oben (Strecke geradeaus außer Betrieb) |                      |                                  |                                  |
| Strecke · Kopfbahnhof Streckenende (Strecke außer Betrieb) |                      | Mwanza                           | Mwanza                           |
| Kopfbahnhof Streckenende |                      | Mwanza (Meterspur)               | Mwanza (Meterspur)               |

Die normalspurige Bahnstrecke Daressalam–Mwanza ist eine Bahnstrecke in Tansania, deren größter Teil sich noch im Bau befindet. Ziel ist letztendlich auch, Ruanda, Burundi und den rohstoffreichen Osten der Demokratischen Republik Kongo anzubinden. Die Strecke wird von der Tanzania Railways Corporation (TRC) gebaut und betrieben.

## Rahmen
Die bestehende Tanganjikabahn, die noch aus der deutschen Kolonialzeit stammt, wurde in Meterspur gebaut. Die Kapazität der Bahn leidet unter jahrzehntelanger Vernachlässigung.
Tansania beabsichtigt die wichtigsten Verbindungen des Landes zusätzlich mit Eisenbahnen in Normalspur zu erschließen – trotz der höheren Kosten gegenüber einer Sanierung der bestehenden Bestandsstrecke in Meterspur. Dahinter steht zum einen das Interesse der Politiker, weil Neubau spektakulärer und politisch wirksamer ist als Reparatur und Unterhalt im Bestand. Zum anderen wird das Projekt von dem strategischen Interesse der Volksrepublik China nach verlässlicher Transportinfrastruktur zwischen den Bergbaugebieten im Osten der Demokratischen Republik Kongo (DR Kongo) und den Häfen am Indischen Ozean getragen. Das erste Projekt dazu in Tansania ist eine Bahnstrecke zwischen Daressalam und Mwanza am Viktoriasee, mit einer Zweigstrecke nach Kigoma am Tanganjikasee. Das Projekt besteht aus sechs Planungs- und Bauabschnitten und ist Teil eines größeren Vorhabens von 2561 km Bahnstrecken, die Tansania mit Ruanda, Burundi und der DR Kongo verbinden sollen.
Die ursprünglich veranschlagten Gesamtkosten von neun Milliarden US-Dollar sollten in Höhe von sechs bis sieben Milliarden US-Dollar durch einen Kredit der chinesischen Eximbank finanziert werden. Ende 2022 hatte Tansania dafür bereits etwa 9 Mrd. Euro ausgegeben – weitere Kreditaufnahme war erforderlich.

## Technische Parameter
Die eingleisige Strecke soll 1219 km lang, mit 25 kV Wechselspannung bei 50 Hz elektrifiziert und auf eine zulässige Höchstgeschwindigkeit von bis zu 160 km/h ausgelegt werden.

## Bau und Planungsstand
Die Planung liegt in den Händen des dänischen Ingenieurbüros COWI. Zu dessen Leistungen gehört auch die Planung für ein System von Erschließungsstraßen, Brücken und Güterbahnhöfen. Ferner sind von COWI vorbereitende geotechnische Untersuchungen erbracht worden. Während eines Besuchs von Vertretern des südkoreanischen Eisenbahnunternehmens Korail wurde mit der Reli Assets Holding Company (RAHCO) ein Beratungsvertrag zur Betreuung des Projekts vereinbart.
Die Bauarbeiten bestehen aus sechs Abschnitten, an denen allen derzeit (März 2024) gebaut wird und deren Fertigstellung sich in unterschiedlichen Stadien befindet:

### Hauptstrecke Daressalam–Mwanza
Abschnitt 1Daressalam–Morogoro
Am 3. Februar 2017 schlossen die Regierung von Tansania, die türkische Yapı Merkezi und die portugiesische Mota-Engil einen Vertrag über den Bau des Abschnitts von Daressalam nach Morogoro. Yapı Merkezi hatte sich gegen 16 Mitbewerber durchgesetzt. Der Abschnitt ist 207 km lang. Der Bau begann im April 2017 mit dem ersten Spatenstich durch Präsident John Magufuli und war Ende 2023 baulich weitgehend fertiggestellt. Ab dem 27. April 2022 begann die Tanzania Railways Corporation (TRC), die Eisenbahninfrastruktur im Abschnitt Daressalam–Morogoro zu testen. Anfang 2024 kam es zur Jungfernfahrt zwischen den beiden Orten; jedoch war diese von Stromausfall geprägt, so dass die Verbindung mit dem Fernbus schneller sein Ziel erreicht hätte. Am 1. November 2024 wurde mit dem elektrischen Triebzug (Electric Multiple Unit – EMU) der Expressdienst für Passagiere eingeweiht. Die modernen, auch für Behinderte ausgestatteten Züge mit einer Kapazität von knapp 600 Passagieren benötigen ohne Zwischenhalt lediglich drei Stunden. Geplant sind täglich vier Züge in jeder Richtung. Dabei fahren die Züge auf ihrer Strecke doppelt so schnell wie die Busse. Dafür muss ein um ca. 20 % höherer Fahrpreis entrichtet werden.
Daneben besteht eine weitere Verbindung, die in Daressalam, Pugu, Soga, Kwala, Ngerengere und Morogoro hält. Ende 2024 plant die Regierung eine weitere Haltstelle am Julius-Nyrere-Flughafen, die in ca. zwei Jahren fertiggestellt sein soll. Der Bahnstrom wird an vier Stellen in die Oberleitung eingespeist.
Abschnitt 2Morogoro–Makutupora
Der Abschnitt ist 422 km lang; der Bau lag ebenfalls bei Yapı Merkezi und war Ende 2023 weitgehend abgeschlossen, eine Meldung, die bereits zu Anfang des gleichen Jahres mit gleichem Inhalt veröffentlicht wurde.
Abschnitt 3Makutupora–Tabora
Der Abschnitt umfasst 294 km und 74 km weitere Gleisanlagen, insgesamt 368 km. Am 28. Dezember 2021 wurde der Vertrag über den Bau des Abschnitts zwischen der TRC und dem türkischen Unternehmen Yapı Merkezi unterzeichnet. Der Abschnitt ist mit 1,8 Mrd. Euro veranschlagt. Der Abschnitt befindet sich seit April 2023 im Bau.
Abschnitt 4Tabora–Isaka
Im Juli 2022 erhielt ebenfalls die türkische Yapı Merkezi den Auftrag zum Bau dieses Abschnitts. Das Auftragsvolumen beträgt ca. 800 Mio. Euro. Der erste Spatenstich erfolgte am 18. Januar 2023, effektiv gebaut wird seit November 2023. Der Bauabschnitt umfasst 130 km Strecke und 35 km Anschluss- und Nebengleise. Der Bauabschluss wird für Juni 2026 angestrebt.
Abschnitt 5Isaka–Mwanza
Dieser Abschnitt umfasst 249 km Strecke und 92 km weitere Gleisanlagen. Die Finanzierungsvereinbarung zu diesem Abschnitt unterzeichneten am 8. Januar 2021 der tansanische Staatspräsident John Magufuli und der chinesische Außenminister Wang Yi. Die Grundsteinlegung erfolgte im Juni 2021 durch Präsidentin Samia in Mwanza. Die Bauarbeiten führen die China Civil Engineering Construction Corporation und die China Railway Construction durch. Anfang 2023 war etwa ein Viertel der Arbeiten abgeschlossen. Die Arbeiten sollten bis Januar 2024 abgeschlossen werden und 1,2 Mrd. Euro kosten. Tatsächlich war Ende des Jahres 2024 erst 60 % der Strecke fertiggestellt.

### Zweigstrecke Tabora–Kigoma
Abschnitt 6
Dieser 506 km lange Abzweig zum Tanganjikasee wird ebenfalls durch die die China Civil Engineering Construction Corporation und die China Railway Construction gebaut. Ziel ist, diese Strecke Anfang 2026 fertigzustellen.

### Anschlussstrecken nach Burundi und Ruanda
Hinsichtlich der Strecken ins benachbarte Ausland sind zwei Verbindungen vorgesehen:
- von Isaka nach Kigali in Ruanda und
- von Uvinza nach Gitega in Burundi.

Für diese grenzüberschreitenden Verbindungen gibt es noch keine konkreten Planungen. Die Finanzierungsverhandlungen im Jahr 2024 konnten zumindest für die Teilstrecke von Uvinza nach Musongati erfolgreich abgeschlossen werden. Diese Strecke wird von einem Konsortium aus Standard Chartered Bank, Sinosure-Bank China und der Afrikanischen Entwicklungsbank finanziert.

## Betrieb
Als erste Elektrolokomotiven wurden 2021 vier ehemals von ZTT eingesetzte Lokomotiven gebrauchte Fahrzeuge der Reihe 1014 der Österreichischen Bundesbahnen beschafft, die vor allem dem Testbetrieb dienen sollen.
Zum darüber hinaus geplanten Einsatz von Rollmaterial gab es unterschiedliche Meldungen und Zahlen. Nach der letzten Meldung sollen überwiegend Fahrzeuge aus Südkorea zum Einsatz kommen:
- 17 vierachsige Elektrolokomotiven von Hyundai Rotem, 88 t schwer und 160 km/h schnell, die aus der Baureihe E 6800 abgeleitet sind, die 2013–2015 an die türkische Eisenbahn (TCDD) geliefert wurden. Auch Škoda Transportation ist am Bau dieser Maschinen beteiligt.[33] Die vier Fahrmotoren haben eine Leistung von je 1280 kW. Seit November 2023 finden Testfahrten in Tansania statt.
- 10 achtteilige Elektrotriebwagen, ebenfalls von Hyundai Rotem. Der erste soll im März 2024 ausgeliefert werden.
- 59 Personenwagen kommen von Sung Shin Rolling Stock Technology.
- 30 gebrauchte Doppelstockwagen, ehemals Deutsche Bahn, der Bauart DBz.[34]
- Die 1430 Güterwagen soll die China Railway Rolling Stock Corporation (CRRC) liefern.

Nach der Inbetriebnahme des Abschnittes zwischen Daressalam und Dodoma sind im Personenverkehr zunächst täglich zwei Zugpaare vorgesehen, wobei in Zukunft geplant ist, das Fahrtangebot bei zunehmender Nachfrage auszuweiten.